# Centro Recreativo e Cultural de Castedo do Douro
Centro Recreativo e Cultural do Castedo é uma associação recreativa e desportiva sedeada em Castedo do Douro, no Norte de Portugal.

## História
O Centro Recreativo e Cultural do Castedo resultou da junção de várias associações existentes até 1980, ano da sua fundação, que se dividiam em vários objectos de acção, como o folclore, os bombos e o futebol, funcionando autonomamente.
O CRC Castedo embrenhou-se decididamente num percurso com dois caminhos paralelos:
- o futebol; e
- as actividades sócio-culturais.

No caso do primeiro, o Centro destacou-se pela assunção da formação desportiva, participou com um equipa júnior nos Distritais da Associação de Futebol de Vila Real, nas épocas 1997/1998 e 1998/1999. Em 1999/2000 apostou tudo numa equipa Sénior no campeonato da 2ª Divisão da Associação de Futebol de Vila Real.
No segundo caminho, congrega actualmente em seu torno todo o movimento cultural e recreativo da freguesia, sendo o núcleo de onde transbordam as actividades com os jovens, o folclore e os bombos, dirigidos especialmente aos mais jovens e à infância que recebe serviços prestados pelo infantário.
Em Fevereiro de 2014 tomaram posse os novos órgãos sociais do Centro Recreativo e Cultural do Castedo do Douro, tendo a nova presidente da associação, Carmen Rodrigues, afirmado a sua intenção de estimular a oferta cultural e recreativa da freguesia, através principalmente da organização da festa anual. Em 7 de Julho de 2018 voltaram a tomar posse novos órgãos sociais, tendo a nova presidente, Manuela Sampaio, destacado os planos existentes para a instalação de um centro cultural, terminando desta forma um período de interrupção nas operações do Centro Recreativo.

## Zés Pereiras de Castedo do Douro

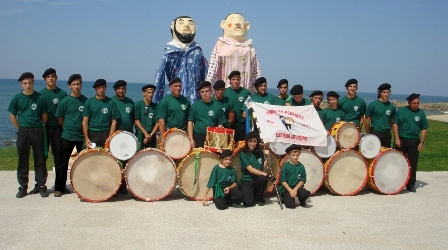
Em 2007

Este grupo é conhecido devido aos bonecos de grandes dimensões, conhecidos como zés-pereiras ou gigantones, que são mostrados como parte dos espectáculos, e que são acompanhados por animação musical. Os zés-pereiras são de grande interesse devido à sua componente histórica e cultural, tendo esta tradição marcado presença tanto em Portugal como no Brasil, pelo menos desde o século XIX. O grupo participa numa grande diversidade de eventos, incluindo casamentos, romarias e exposições, fazendo os seus espectáculos tanto no palco como na rua, continuando desta forma uma tradição secular portuguesa, com origem no século XIX. Participou por exemplo na Bombaria – Encontro de Grupos de Bombos do Concelho, que foi organizado como parte da edição de 2022 do evento Quintas à Noite, em Alijó.
Foi formado em 1980, tendo sido integrado em 1985 no Centro Recreativo e Cultural de Castedo, no sentido de reforçar a sua formação.
Por volta de 2006, conheceu um grande desenvolvimento devido a uma maior aposta na formação e em iniciativas de divulgação junto das populações mais jovens, tornando-se «numa referência cultural da região», como referido pelo Jornal de Notícias. Estas medidas levaram a um aumento no tamanho do grupo, que em 2007 era constituído por 24 elementos: um mestre, um porta-estandarte, onze bombos, sete caixas e quatro gigantones. Em 2015 já tinha sido ligeiramente reduzido, sendo então formado por um mestre, um porta-estandarte, dez bombos, seis caixas e quatro gingantones, sendo maioritariamente constituído por homens, embora com pelo menos uma mulher, que servia de porta-estandarte.